# Hawarden, Wales
Hawarden (walesiska: Penarlâg) är en ort och en community i Storbritannien.   Den ligger i kommunen Flintshire och riksdelen Wales, i den södra delen av landet, 270 km nordväst om huvudstaden London. 
Samhället Hawarden har endast 1 887 invånare. Communityn omfattar även orterna Ewloe (5 420 invånare), Mancot (3 496 invånare) och Aston (3 117 invånare).